# Neasden-Tempel

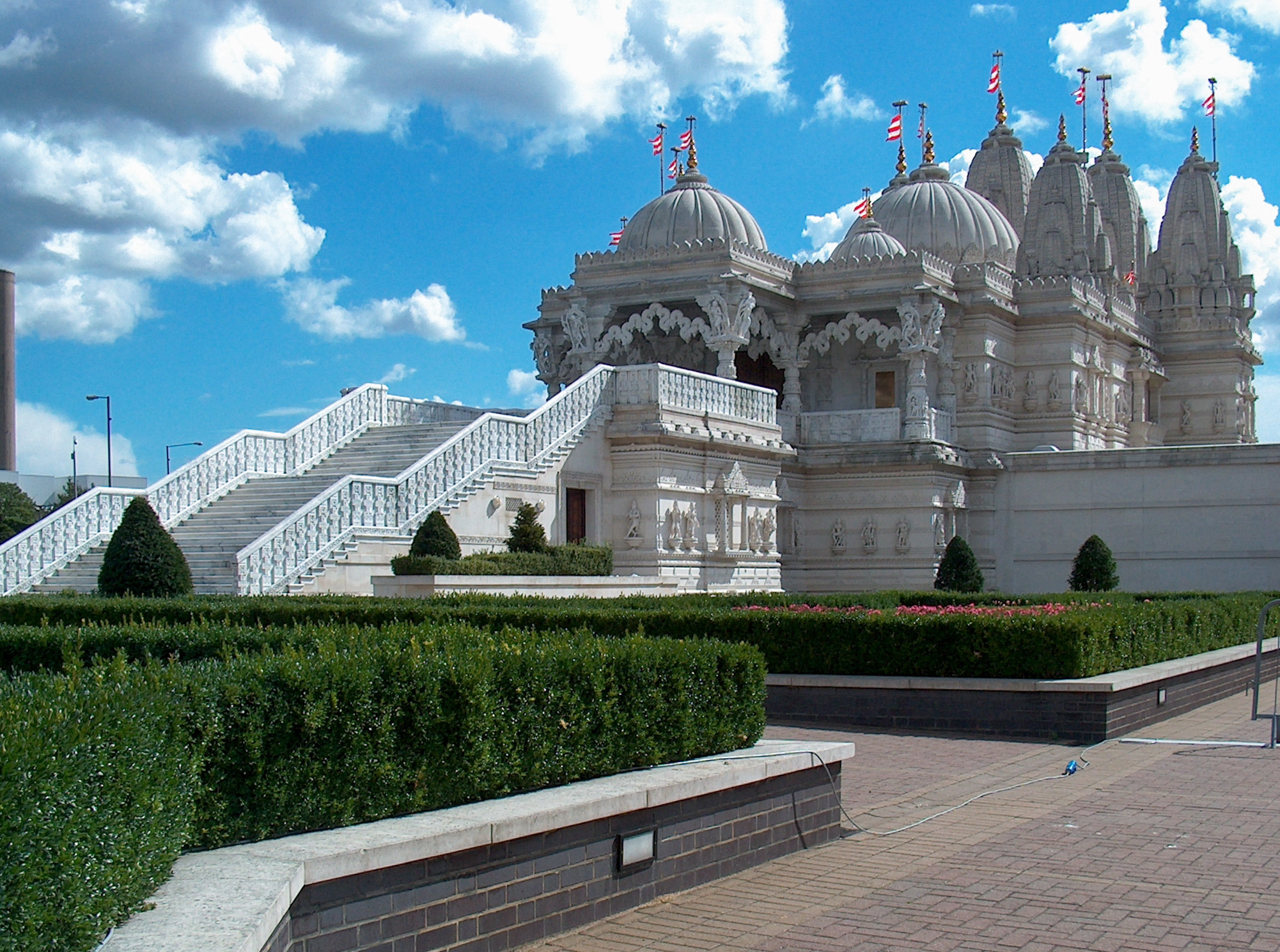
Ansicht des Tempels, vor 2008

Der Neasden-Tempel (offizieller Name BAPS Shri Swaminarayan Mandir) im Londoner Stadtbezirk Brent ist nach dem Tempel in Tividale (West Midlands) der größte hinduistische Tempel Großbritanniens. Errichtet wurde er 1992 bis 1995 von der hinduistischen BAPS Swaminarayan Sanstha aus Ahmedabad. Die Kuppeln und Türmchen bestehen aus Carrara-Marmor und bulgarischem Kalkstein; innen sind die Altäre mit Blumenschmuck hinduistischer Götter (Murtis) ausgestattet. Jeder der 26.300 bearbeiteten Steine besitzt ein anderes Motiv.
Der Tempel wurde auch im Guinnessbuch der Rekorde 2000 als der größte Hindu-Tempel außerhalb Indiens erwähnt.
Seitdem gibt es jedoch andere BAPS Mandir an anderen Orten, die weitaus größer sind. Der Tempel wurde vollständig durch die Hindu-Gemeinde gebaut und finanziert. Insgesamt dauerte das Projekt 5 Jahre, wobei der Bau des Tempels 2 ½ Jahre benötigte. Der Bau begann 1992 und am 20. August 1995 wurde der fertige Tempel von Pramukh Swami Maharaj eröffnet. Im November 1992 wurde die größte Menge an Beton, die je in Großbritannien gemessen wurde, vergossen. Innerhalb von 24 Stunden wurden hier 4.500 Tonnen Beton vergossen um eine Fundamentplatte zu erschaffen. Der erste Stein wurde im Juni 1993 verlegt; zwei Jahre später war der Tempel fertig. In der Konstruktion ist auf Eisenträger verzichtet worden, da Stahl nach hinduistischem Verständnis Magnetwellen abstrahlt, die die Meditationsruhe stören.
Die Tempelanlage besteht aus:
- dem Mandir-Tempel, der hauptsächlich aus handgeschliffenem italienischen Carrara-Marmor und bulgarischem Kalkstein besteht
- die ständige Ausstellung „Understanding Hinduism“ („den Hinduismus verstehen“)
- dem BAPS Shri Swaminarayan Haveli, einem Kulturzentrum mit einer Versammlungshalle, Turnhalle, Büchergeschäft, und Büros